# Javier Salas
Pour les articles homonymes, voir Salas.
Javier Salas, né le 9 juillet 1984 à Rosario de la Frontera, est un coureur cycliste argentin.

## Palmarès et résultats

### Palmarès par année
- 2006
  -  Champion d'Argentine sur route espoirs
- 2008
  - 5e étape du Tour de Bolivie
- 2010
  - 2e de Mendoza-San Juan
- 2011
  - 1re étape de la Doble Calingasta
  - 3e de la Doble Calingasta
- 2013
  - 8e étape du Tour de San Juan

### Classements mondiaux
| Année            | 2006 | 2007 | 2008 | 2009 |
| ---------------- | ---- | ---- | ---- | ---- |
| UCI America Tour | 69e  |      | 232e | 151e |